# Vincenc Vávra Haštalský
Vincenc Vávra Haštalský, křtěný Vincenc Anton Josef (4. října 1824 Praha – 6. srpna 1877 Praha) byl český novinář, překladatel a politik, aktivní účastník revolučních událostí roku 1848. Jako student práv v letech 1843–47 pomáhal zakládat české řemeslnické spolky a ve skupině Repeal tajně rozšiřoval zakázané knihy. Po svatováclavské schůzi 11. března 1848 se stal desátníkem ozbrojeného sboru Svornost a tajemníkem demokratického spolku Slovanská lípa. Po svatodušních bouřích nakrátko zatčen, pak pracoval jako populární novinář. V prosinci 1850 znovu zatčen a do dubna 1854 vězněn na Hradčanech a v Mukačevu. Po propuštění žil pod policejním dohledem, překládal divadelní hry a pracoval v advokátní kanceláři. Později se vrátil k žurnalistice jako redaktor časopisů Čas, Hlas a Národní listy. Proslavil se překlady Victora Huga. Posmrtně vyšly jeho dopisy z vězení (Zápisky starého osmačtyřicátníka).

## Život

### Mládí
Pocházel z rodiny vlasteneckého mlynáře u sv. Petra v Praze. Jeho otec se zajímal o českou historii a divadlo. Ačkoliv byl katolíkem, měl obdiv pro Husa a Žižku. Účastnil se založení Měšťanské besedy i svatováclavské schůze r. 1848 a do roku 1860 zastával funkci obecního staršího.
Vincenc Vávra navštěvoval s nevelkým zájmem a úspěchem německé základní školy v Praze a poté nastoupil na staroměstské gymnázium, vedené vlasteneckým ředitelem Františkem Svobodou. Tam panovala zcela jiná atmosféra, latina se vyučovala česky (nikoliv německy, jak bylo tehdy zvykem) a učitelé i studenti dávali najevo své národní uvědomění. V té době se Vávra také seznámil s obrozenci Václavem Nebeským a J. J. Kalinou. Václav Hanka ho přivedl ke studiu polské a ruské literatury.
Po maturitě absolvoval filozofii, kde se věnoval především italštině a francouzštině, a zapsal se na právnickou fakultu. Přispíval přitom do časopisů (Květy, Česká včela) a v letech 1843-47 pomáhal svými právnickými znalostmi při zakládání českých řemeslnických spolků. Účastnil se také činnosti tajného sdružení Repeal, zaměřeného na prosazování demokracie a šíření zakázaných knih.
Roku 1847 ukončil studia a začal se připravovat k rigorózní zkoušce. Mezitím ale došlo k únorové revoluci v Paříži, která podle názoru členů Repealu měla mít vliv i na dění v Rakousku. Přípravy na zkoušku přerušil a místo toho se zaměřil na politickou činnost.

### Revoluční události 1848-1849
Když 11. března 1848 proběhla Svatováclavská schůze a začala revoluce, stal se Vávra desátníkem a členem čestného soudu v ozbrojeném sboru Svornost. Společně s kolegy ze skupiny Repeal založil demokratický spolek Slovanská orlice, který na návrh Ľudovíta Štúra krátce nato přijal název Slovanská lípa. Vávra byl zvolen tajemníkem a funkci zastával až do rozpuštění spolku v květnu 1849.
O svatodušních bouřích přijel do Prahy. Setkal se tu s Petrem Fastrem, který se krátce předtím stal svědkem zastřelení obecního staršího. Společně odjeli do Plzně, odkud Faster pokračoval do Domažlic, zatímco Vávra, který se mezitím setkal s Matějem Mikšíčkem, se rozhodl vrátit do Prahy. V Rokycanech byli oba zatčeni a odvezeni zpět do Plzně, ale druhého dne je po krátkém výslechu propustili a mohli pokračovat v cestě.
Po návratu do Prahy působil jako oblíbený novinář. V říjnu 1848 byl členem deputace studentů, Slovanské lípy a města Prahy do Vídně, kde tlumočil názor, že vídeňské bouře byly vyprovokovány v zájmu politiků ve Frankfurtu a Budapešti.

### Bachův absolutismus
Po vyhlášení stavu obležení 10. května 1849 byla rozpuštěna Slovanská lípa a politická činnost přestala být možná. Vávra dál pracoval jako novinář a vedle toho se připravoval k právnickým zkouškám. Absolvoval dvě rigoróza, ke třetímu ale už nedošlo. Jeden z politických vězňů totiž s více než ročním zpožděním vypověděl, že se Vávra s dalšími dvěma lidmi během revoluce účastnil schůzky s anarchistou Bakuninem. Vávra byl zatčen 31. prosince 1850 a vězněn postupně na Hradčanech a v Mukačevu. Ve vězení se mimo jiné naučil anglicky, což pak využíval k překladům.
V dubnu 1854 byl propuštěn na amnestii a vrátil se do Prahy, kde žil pod policejním dohledem. Nesměl psát do novin ani dokončit rigorózní zkoušky. Dva roky pracoval bezplatně v advokátní kanceláři a živil se překlady divadelních her, přičemž ke každému musel mít zvláštní povolení. Později mu dovolili psát divadelní a literární kritiky do Lumíra a slušně si vydělával advokacií.

### Návrat ústavní vlády
Po obnovení ústavního systému vlády se vrátil k žurnalistice a literatuře - vydával časopisy (Hlas, Čas) a do dalších přispíval. Překládal zahraniční literaturu. Byl dlouholetým redaktorem Národních listů. Po rehabilitaci byl také zvolen poslancem českého zemského sněmu za okresy nymburský a benátecký. V srpnu 1868 patřil mezi 81 signatářů státoprávní deklarace českých poslanců, v níž česká politická reprezentace odmítla centralistické směřování státu a hájila české státní právo.
Stal se členem spolků Svatobor a Umělecká beseda i členem sboru důvěrníků Národní strany svobodomyslné. I v té době byl občas stíhaný za politické činy. Jako redaktor časopisu Hlas byl např. odsouzen na čtyři měsíce těžkého žaláře za anonymní článek Hlas kněze z Moravy.
Byl členem poroty pro udělení Náprstkovy ceny — roku 1863 za nejlepší původní jednoaktovou veselohru a následujícího roku za nejlepší drama ze slovanských dějin.
Zemřel po krátké nemoci na srdeční vadu. Pohřben byl na Olšanských hřbitovech.

## Význam
Vincenc Vávra Haštalský byl ve své době velmi oceňovaný. V srpnu 1863, tedy krátce po nastolení demokracie, pronesl Eduard Grégr na jeho počest přípitek na Střeleckém ostrově, kde uvedl, že Vávra (i někteří další) trpěli za práva národů. Zprávu o tom přinesl pražský německý deník Politik. Jeho šéfredaktor (Jan Stanislav Skrejšovský) i autor článku (František Bozděch) se pak museli zpovídat před soudem, protože státní žalobce považoval vyznění projevu za schvalování nedovoleného jednání.
Jan Neruda v článku z r. 1889 uvedl, že Vávrovým životním programem byla duševní osvěta a politická svoboda. Ocenil jej jako výborného novináře, obratného stylistu a ctitele divadla.

## Dílo
Vincenc Vávra Haštalský byl známý především jako novinář. Jako student přispíval do Květů a České včely. V roce 1848 byl známý svými úvodníky ve Večerním listu; jeho radikální článek Aristokrati zvedl náklad vydání z obvyklých šesti na patnáct tisíc výtisků. Na počátku roku 1849 vydával spolu s Karlem Sabinou Noviny Lípy slovanské. Po roce 1854 psal články do Lumíra, Rodinné kroniky a obnovených Květů. Později byl šéfredaktorem časopisů Čas, Hlas a nakonec členem redalce Národních listů.
Byl i redaktorem kalendářů — Českomoravská pokladnice a Kalendář Koruny české.
Samostatně vydal:
- Původní práce
  - Stručný obrys historie české literatury (1854) - přednáška, kterou pronesl svým spoluvězňům v Mukačevu[4] Dostupné online
- Překlady
  - Friedrich Schiller: Spiknutí Fieska v Janově (1860)
  - Ernst Hellmuth: Císař Josef II (1862)
  - Victor Hugo: Bídníci (1863-64)
  - Victor Hugo: Chrám Matky Boží v Paříži (1864)
  - Alfréd Meissner: Černožlutí - román z dob reakce Rakouska (1868)
  - Sophie Ulliac-Trémadeure: Pevná vůle všecko zmůže (1875)
- Vzpomínky
  - Zápisky starého osmačtyřicátníka (1889) — posmrtně vydaný výběr Vávrových zápisků z mukačevského vězení, které sestavil a úvodem doplnil jeho zeť Jaroslav Schiebl.[4] Dostupné online

Výbor z novinových článků vyšel v knize
- KOSÍK, Karel, ed. Čeští radikální demokraté: (výbor politických statí). 1., autoriz. vyd. Praha: Státní nakladatelství politické literatury, 1953. 525 s. cnb000413564. [Statě Vincence Vávry Haštalského jsou uvedeny na str. 421–469.]

## Příbuzenstvo
- Jeho dcera Helena Schieblová-Vávrová († 1910) byla známá jako operní pěvkyně.[13]

## Citát
Nejrozsáhlejší, nejzáhubnější a rozumu nejvíce se příčící druh aristokracie jest aristokracie rodu čili tak zvaná šlechta. (...) Nejzáhubnější, poněvadž není třídy lidstva, která by byla po tolik století uvalovala člověčenstvo v bídu, otroctví, opovržení, zneuctění lidské důstojnosti a byla hýřila z mozolů a potu svírajících se otroků jako šlechta.
Vincenc Vávra Haštalský, Aristokrati, článek otištěný v Pražském večerním listu ze dne 7. července 1848